# Les Bracelets des larmes
Les Bracelets des Larmes (titre original : The Bands of Mourning) est un roman de fantasy de Brandon Sanderson, paru en 2016 aux États-Unis puis en 2018 en France. Il s'agit du troisième livre de la série Wax et Wayne et le sixième de la série Fils-des-brumes. Il est précédé par Jeux de masques et suivi par Le Métal perdu.
L'édition française de ce roman inclut en supplément la nouvelle Fils-des-Brumes : l'histoire secrète, qui avait été publié en version originale dans le recueil Arcanum Unbounded: The Cosmere Collection (en)

## Résumé
Les légendaires Bracelets des Larmes, censés transmettre les pouvoirs du Seigneur Maître à leur porteur, étaient jusqu’alors considérés comme un mythe. Mais tout bascule lorsqu'un kandra revient à Elendel avec des preuves troublantes : des images des Bracelets et des écrits mystérieux. Dans les Villes externes, une révolte éclate contre l’autorité d’Elendel. Wax Ladrian, accompagné de Wayne, Marasi et Steris, part pour La Nouvelle-Seran afin de découvrir qui orchestre ce soulèvement. Au cœur du complot, son oncle Edwarn, disparu depuis vingt ans, semble manigancer quelque chose de sinistre. En plus, il retient Telsin, la sœur de Wax, captive. Face au Cercle, une organisation secrète aux visées opaques, la quête des Bracelets des Larmes promet d'être cruciale.

## Réception
Les Bracelets des Larmes remporte la troisième position du Goodreads Choice Awards dans la catégorie Fantasy de 2016. Il est nommé pour le Prix David Gemmel de 2017.